# Бисерне папуле пениса
Бисерне папуле пениса или тисонове жлезде (лат. hirsuties papillaris genitali), су бенигне (доброћудне) промене локализоване на кожи пениса (мушког уда), које су кружно распоређене у једном или више редова, обично у сулкусу или корони главића уда. Погрешно се проглашавају за полно преносиву болест, што код пацијената може изазвати страх и велику нервозу све док се њихова доброћудна природа не разјасни.
Бисерне папуле пениса се сматрају нормалним физиолошким стањем и нису повезане се сексуалним активностима, али због свог естетског изгледа понекад могу бити ограничавајући фактор у нормалним полним односима, због страха од заразе, код жена или стида, код мушкараца.

## Епидемиологија
Морбидитет
Бисерне папуле пениса се јављају у просеку скоро код сваког трећег мушкарца. или у распону од 14% до 48% мушкараца, мада преваленца варира међу специфичним популацијама.
Старост
Ретко се виде код деце у препубертетном периоду и најчешће су присутне у касним фазама пубертета.
Чешће су код сексуално активних мушкараца у пубертету и млађој одраслој доби, као и код необрезаних мушкараца.
Са старењем њихов број се значајно смањује.
Обрезани мушкарци имају нижу стопу болести вероватно услед хроничне абразије којој је изложена корона пениса и која изазива регресију лезија.
Раса
Постоје докази да се бисерне папуле пениса чешће јављају у популацији црнаца, мада су многа истраживања известила да нема повезаности са расом.
Нису последица нехигијене, и не преносе се полним контактом.

## Клиничка слика
Бисерне папуле су мале жућкасто-беле избочине, налик бубуљицама, локализоване на рубу главића пениса. Лезије су глатке и сјајне површине, обично ружичасте или беле боје, куполастог или филиформног изгледа, пречника од једног до два милиметра и висине од једног до четири милиметра. Локализоване су око корона главића пениса, обично у једном до два реда. Иако се често јављају и у неправилном низу, поређане кружно у више редова, најистакнутије су на дорзалној страни корона пениса и могу у потпуности опколити главић пениса.
Временом постају мање уочљиве, и не изазивају никакве тегобе, нити постоји могућност малигне алтерације. Представљају само козметички дефект.
- Бисерне папуле пениса - локализација и изглед

## Дијагноза
Дијагноза се поставља на основу клиничког прегледа кожних промена од стране уролога или дерматовенеролога.
Евентуалне потешкоће у дијагностици могу се отклонити биопсијом и микроскопским прегледом наведених кожних промена - када се на препарату уочава:
- различит број проширених крвних судова, који су танких зидова,
- умножавање ћелија везивног ткива и
- умножавање фибробласта.[22]

## Диференцијална дијагноза
Уколико је промена удружена са симптомима и знацима запаљења - црвенило, оток и свраб, треба имати у виду другу етиологију (узрок) болести.
Често се бисерне папуле мешају са кондиломима (полним брадавицама), који спадају у полно преносиве болести узроковане ХПВ инфекцијом или са молускум контагиозумом (molluscum contagiosum) вирусом из групе ДНК.
| Дијагнозе у разматрању                                               | Диференцијална дијагноза |
| -------------------------------------------------------------------- | ------------------------ |
| - Кондиломи, - Ектопична себороеја лојних жлезда - Примарни сифилис. | - Молускум контагиозум   |

## Терапија
Како се у већини случајева ради о физиолошкој (природној) врсти коже пениса, лечење најчешће није потребно.
Имајући у виду да промене често могу изазвати психичке сметње — код мушкараца осећаја стида, несигурност и избегавања полних односа, а код жена страх о заразе, у таквим случајевима саветује се њихово уклањање.
У свакодневној лекарској пракси за уклањања бисерних папула примењују се:
Електротерапија
Ова врста лечења подразумева директну примену електричне енергије на самим папулама.
Киретажа
Стругање папула или киретажа, једна је од метода коју треба да изводи искључиво лекар.
Не препоручује се пацијентима да сами стружу папуле јер могу довести до инфекције и црвенила, а при томе папула ће се поново вратити за неколико дана.
Терапија угљен-диоксид ласером
Ова терапија је јако скупа метода са недовољним бројем података о њеној валидности.
Криотерапија
Криотерапија код лечења бисерних папула заснива се на смрзавању промена течним азотом на - 196˚С, и локалној примени подофилина. Како ова врста терапије не даје добре резултате, за сада се не препоручују у лечењу бисерних папула.

## Компликације
До данас, нису утврђене компликације код бисерних папула пениса.

## Прогноза
Бисерне папуле пениса обично су без симптома и код неких особа опстају кроз цео живот, иако са старењем, постепено постају све мање видљиве.

## Едукација
Едукује пацијента о бенигној природе бисерних папула пениса, мора бити обавеза свих чинилаца у здравственом просвећивању.
Сазнање пацијента и његовог сексуалног партнера, да се ове лезије не преносе кроз полне активности, значајно помаже у отклањању страха, код оба партнера.